# Tetraneuromyia lamellata
Tetraneuromyia lamellata är en tvåvingeart som beskrevs av Spungis 1987. Tetraneuromyia lamellata ingår i släktet Tetraneuromyia och familjen gallmyggor.
Artens utbredningsområde är Lettland. Inga underarter finns listade i Catalogue of Life.